# Ернст Гуидо фон Харах-Рорау-Танхаузен
Ернст Гуидо Йозеф Франц де Паула Йохан Непомук Кайетан Антон фон Падуа фон Харах-Рорау-Танхаузен (на немски: Ernst Guido Joseph Franz de Paula Johann Nepomuk Cajetan Anton von Padua Graf von Harrach zu Rohrau und Thannhausen; * 8 септември 1723, Виена; † 3 март 1783, Виена) от старата австрийска фамилия фон Харах, е граф на Харах-Рорау и Танхаузен (в Щирия), „майорат“ на младата линия на фамилията му (от 4 юни 1749), главен наследствен „щалмайтер“ в Австрия и „обер дер Енс“, императорски-кралски таен съветник и кемерер.

## Произход
Той е син на дипломата граф Фридрих Август фон Харах-Рорау (1696 – 1749) и съпругата му принцеса Мария Елеонора Каролина фон Лихтенщайн (1703 – 1757), дъщеря на княз Антон Флориан фон Лихтенщайн (1656 – 1721) и графиня Елеонора Барбара Катарина фон Тун и Хоенщайн (1661 – 1723).
- Дворец Рорау в Долна Австрия
- Дворец Танхаузен в Щирия

## Фамилия
Ернст Гуидо се жени на 20 май 1754 г. във Виена за имперската графиня Мария Йозефа Анна Барбара фон Дитрихщайн-Николсбург (* 3 ноември 1736, Виена; † 21 декември 1799, Виена), дъщеря на 6. имперски княз Карл Максимилиан фон Дитрихщайн (1702 – 1784) и графиня Мария Анна Йозефа фон Кефенхюлер-Айхелберг (1705 – 1764). Те имат девет деца:
- Мария Йозефа фон Харах-Рорау и Танхаузен (* 28 април 1755, Виена; † 9 февруари 1783, Виена), омъжена във Виена на 20 май 1776 г. за Франц Йозеф граф фон Вилкцек фрайхер фон Хултшин и Гутенланд (* 4 октомври 1748; † 27 септември 1834)
- Йохан Непомук Ернст (* 17 май 1756; † 11 април 1829), женен на 29 януари 1782 г. за принцеса Мария Йозефа фон Лихтенщайн (* 6 декември 1763; † 23 септември 1833, Виена)
- Ернст Кристоф (* 29 май 1757, Виена; † 14 декември 1838, Виена), женен на 2 юли 1794 г. във Виена за графиня Мария Терезия Йозефа Анна Франциска Ксаверия Кристина фон Дитрихщайн-Николсбург-Прозкау (* 24 юли 1771, Виена; † 21 януари 1851, Виена)
- Мария Анна фон Харах-Рорау и Танхаузен (* 24 юли 1758; † 23 май 1763)
- Др. мед. Карл Боромеус фон Харах-Рорау-Танхаузен (* 11 май 1761; † 19 октомври 1829), кемерер, съветник в Бохемия, хуманист, комтур на Немския орден
- Фердинанд Йозеф фон Харах-Рорау и Танхаузен (* 17 март 1763, Виена; † 5 декември 1841, Дрезден), женен I. на 7 януари 1795 г. за Кристина Райска з Дубнице (* 14 май 1767, Струпен, Пирна; † 8 юни 1830, Дрезден), II. на 11 юни 1833 г. в Дрезден за Мария Анна Зауерман (* 15 декември 1800; † 23 август 1879)
- Мария Терезия фон Харах-Рорау и Танхаузен (* 31 август 1764; † 15 септември 1831)
- Ева Мария фон Харах-Рорау и Танхаузен (* 9 юни 1765; † 9 юни 1765)
- Мария Терезия Антония Йозефа фон Харах-Рорау и Танхаузен (* 1 ноември 1775; † 4 декември 1775)